# Bohatice
Bohatice – gmina w Czechach, w powiecie Česká Lípa, w kraju libereckim. 1 stycznia 2014 liczyła 217 mieszkańców.